# James Jude Courtney
James Jude Courtney (Garfield Heights, 21 gennaio 1957) è un attore e stuntman statunitense.
È noto per aver interpretato il ruolo di Michael Myers in Halloween (2018) e nei due sequel, Halloween Kills (2021) e Halloween Ends (2022).

## Filmografia parziale

### Cinema
- The Freeway Maniac, regia di Paul Winters (1989)
- Colpo grosso a Little Italy (We're Talking Serious Money), regia di James Lemmo (1992)
- Cuori ribelli (Far and Away), regia di Ron Howard (1992)
- The Hit List, regia di William Webb (1993)
- Philadelphia Experiment II, regia di Stephen Cornwell (1993)
- Amarsi (When a Man Loves a Woman), regia di Luis Mandoki (1994)
- Last Detour, regia di Eric Chambers (1994)
- ...And the Earth Did Not Swallow Him, regia di Severo Perez (1995)
- Access Denied, regia di Robert Kubilos (1996)
- Centravanti a quattro zampe (Soccer Dog: The Movie), regia di Tony Giglio (1999)
- The Gray in Between, regia di Joshua Rofé (2002)
- Halloween, regia di David Gordon Green (2018)
- Halloween Kills, regia di David Gordon Green (2021)
- Halloween Ends, regia di David Gordon Green (2022)